# ويلي بيدرسن
ويلي بيدرسن (بالنرويجية البوكمول: Willy Pedersen)‏ هو عالم اجتماع وبروفيسور نرويجي، ولد في 24 أكتوبر 1952.

## وصلات خارجية
- ويلي بيدرسن على موقع IMDb (الإنجليزية)